# Свети Николай (Трикорфо)
„Свети Николай“ (на гръцки: Ιερός Ναός Αγίου Νικολάου Σιάτιστας) е възрожденска православна църква в гревенското село Трикорфо (Тричко), Егейска Македония, Гърция, част от Сисанийската и Сятищка епархия.
Църквата е гробищен храм и е разположена на изхода на селото към Агиос Космас (Чирак). Представлява величествена базилика с притвор, построена в 1857 година. На южната страна има по-нисък открит каменен трем с арки и ниска каменна камбанария. Храмът има красиви стенописи и ценни иконостасни икони.